# Mîhailenkove, Ohtîrka
Mîhailenkove (în ucraineană Михайленкове) este un sat în comuna Kardașivka din raionul Ohtîrka, regiunea Sumî, Ucraina.

## Demografie
Componența lingvistică a localității Mîhailenkove
     Ucraineană (95,02%)
     Rusă (3,98%)
     Alte limbi (0,5%)
Conform recensământului din 2001, majoritatea populației localității Mîhailenkove era vorbitoare de ucraineană (95,02%), existând în minoritate și vorbitori de rusă (3,98%).